# Тюр (город в Германии)
Тюр (нем. Thür) — община в Германии, в земле Рейнланд-Пфальц.
Входит в состав района Майен-Кобленц. Подчиняется управлению Мендиг. Население составляет 1497 человек (на 31 декабря 2010 года). Занимает площадь 8,26 км².

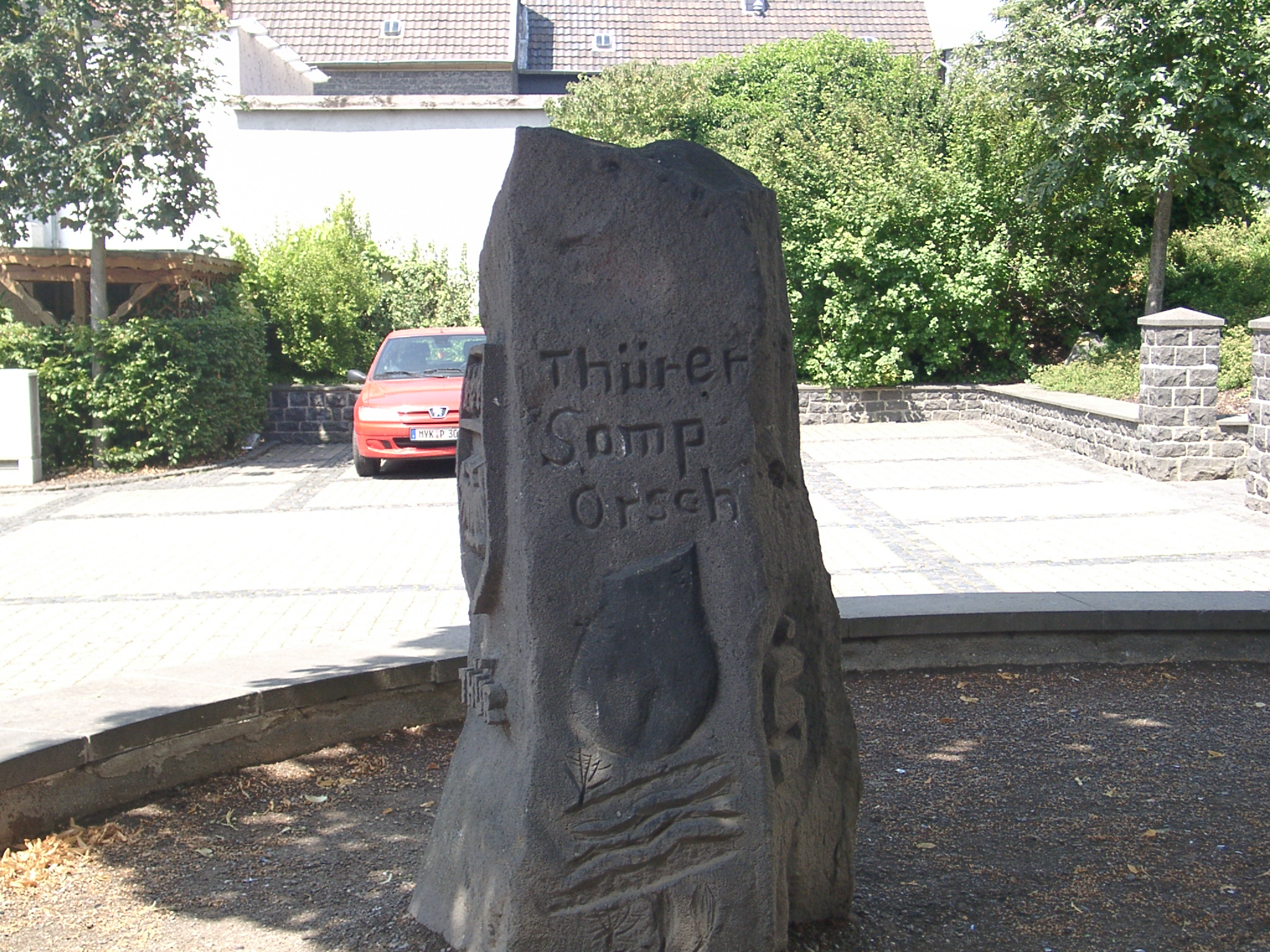